# Новачків Андрій Олександрович
Андрій Олександрович Новічков (нар. 23 лютого 1997) — російський журналіст і градозащитник, координатор громадського руху «Архнадзор», кореспондент інтернет-видання "Грани.Ру".

## Біографія
Андрій Новічков народився 23 лютого 1997 року в Москві. З 2014 року - координатор громадського руху "Архнадзор", що займається збереженням пам'яток у Росії. З 2013 року - спеціальний кореспондент політичного інтернет-видання "Грани.Ру".
У 2016 році став ведучим авторської програми "Наступ на спадщину" і розповідає як у Росії знищуються пам'ятники історії і архітектури.

## Громадська діяльність
У градозащите з 2011 року; тоді ж, у віці 14 років, був побитий невідомими в масках під час захисту будинку у Великому Козихінському провулку. З 2014 року Андрій Новічков є одним з лідерів громадського руху "Архнадзор", що бореться за збереження в Москві і Московській області, а також в інших містах Росії історичних пам'яток, ландшафтів і видів. Новачків брав участь у врятуванні від руйнування таких значущих для столиці об'єктів, як Будинок Волконського на вулиці Воздвиженка з роману "Війна і світ" та Шуховской вежі. У 2015 році організував табір захисників Парку Дружби, який планувалося забудувати.
У 2012 році під час акцій протесту проти вирубки Цаговського лісу у місті Жуковський, на Андрія Новичкова, як на журналіста видання "Грані.Ру", було скоєно напад з боку співробітників Приватного охоронного підприємства. "Швидкою допомогою" було зафіксовано струс мозку після удару невідомого кулаком в обличчя.
У 2013-2014 роках Андрій Новічков, разом з телеведучою Тетяною Лазарєвою, актрисою Тетяною Догілєвої і захисницею Хімкинського лісу Євгенії Чирикової протистояли знесення будинку в районі Патріарших ставків у центрі Москви.
З лютого 2016 року по теперішній час - ведучий програми "Наступ на спадщину". Знімальна група їздить по регіонах Росії і показує, як знищуються пам'ятники історії і архітектури. Основна специфіка програми полягає в тому, що ведучий з операторами не соромлячись проходять на будівельні майданчики і в кабінети чиновників і змушують звертати увагу на проблеми у сфері збереження спадщини міст.

## Програма «Наступ на спадщину»
З лютого 2016 року Новічков веде цикл передач у жанрі «несподіваною телепроверки», де розповідає про знищення пам'ятників історії і культури в різних містах Росії. Передача розкриває проблеми з охороною історичної спадщини у значній кількості старих російських міст і викликала резонанс на місцях і в московських ЗМІ.

## Позиція
Будучи координатором "Архнадзор", виступав за повний демонтаж кіосків і торгових центрів в історичному центрі міста, неодноразово виступав з критикою на адресу столичної влади у зв'язку із знищенням пам'яток старовини і закликав ввести мораторій на знесення будівель, побудованих до 1917 року.
Навесні 2017 року на питання московських журналістів про те, чому він не знімає передачу "Наступ на спадщину" в Криму, Новічков підтримав український народ і заявив, що не має наміру перетинати кордони Криму.
В феврале 2022 года осудил вторжение России в Украину.